# Zvonečník hlavatý zprohýbaný
Zvonečník hlavatý zprohýbaný (Phyteuma orbiculare subsp. flexuosum), poddruh zvonečníku hlavatého, je rostlina která z přírody České republiky téměř vymizela.

## Výskyt
Hlavní areál této byliny je v Karpatech (tam roste na mnoha místech zejména ve vyšších polohách Slovenska až do nadmořské výšky 2400 m) a v hornatých oblastech Balkánského poloostrova. V ČR vyrůstá ojediněle, jako příměs v populacích nominálního poddruhu zvonečníka hlavatého pravého (Phyteuma orbiculare subsp. orbiculare), jen na dvou lokalitách v pahorkatině Bílých Karpat.
Zvonečník hlavatý zprohýbaný vyžaduje hlubší, minerály dobře zásobené půdy se skalnatým vápencovým nebo dolomitickým podkladem, toleruje i kyselý substrát. V České republice roste především v semixerotermních bylinných společenstvech ve svazu Bromion erecti.

## Popis
Je to trvalka jejíž přímá lodyha dorůstá do výšky jen 10 až 25 cm. U země vyrůstají přízemní vejčité listy s dlouhými řapíky, čepele mají pravidelně zoubkované. Nevětvená lodyha porůstá úzkými listy přisedající zúženou bázi, listy směrem vzhůru se zkracují, mnohdy je horní část lodyhy bez listů. Rostlina na podzim usychá a z jara se obnovuje z pupenu umístěného na úrovni terénu. Pupen je v zimě chráněn suchými přízemními listy, které jsou ještě patrny i pod listy již nově narostlými.
Trubkovité tmavě modré květy, nejtmavší ze všech tří poddruhů rostoucích v ČR, jsou oboupohlavné a vyrůstají z paždí drobných listenců. Jsou sestaveny do hlávky, kulovitého květenství o průměru 1,5 až 2,5 cm. Kopinaté listeny tvoří dokonalý zákrov. Pět úzkých, trojúhelníkovitých kališních lístků je zelené barvy. Koruna je tvořena pěti dlouhými lístky z počátku spojených, postupně se však od vrcholu rozevírají. Trubka koruny je nejprve značně zakřivená, postupně s dozráváním květu se narovnává, opylit květ může jen hmyz s dlouhým sosákem, např. motýli nebo čmeláci. V květu je pět tyčinek s volnými nitkami a čárkovitými prašníky a jedna dvou nebo trojramenná blizna.
Vykvétá v závislosti na prostředí v červnu až srpnu. Samoopylení květů zabraňuje proterandrie, vajíčka v semeníku dozrávají až po vyprášení pylu z prašníku. Plodem je drobná kulovitá tobolka obsahující drobná semínka po okolí rozšiřována větrem nebo na srsti zvířat. Rostlina se rozmnožuje pouze generativně. Počet chromozomů (2n) = 23.

## Ohrožení
Zvonečník hlavatý zprohýbaný se v České republice vyskytuje jen ojediněle, počty kvetoucích rostlin jsou nízké. Je proto "Černým a červeným seznamem cévnatých rostlin České republiky" z roku 2000 zařazen mezi kriticky ohrožené druhy a jako součást rodu zvonečník hlavatý vyhláškou Ministerstva životního prostředí ČR č. 395/1992 Sb. ve znění vyhl. č. 175/2006 Sb. je prohlášen za rostlinu silně ohroženou.